# روفشان هسينوف
روفشان هسينوف (مواليد 17 ديسمبر 1975) هو ملاكم أذربيجاني، مثّل بلاده في الألعاب الأولمبية الصيفية 2004.

## روابط خارجية
روفشان هسينوف على موقع أوليمبيديا (الإنجليزية)